# 高萍
高萍（1968年8月—），女，中华人民共和国外交官，现任中华人民共和国驻曼德勒总领事。

## 生平
高萍曾任驻加拿大大使馆参赞兼总领事。2018年，任驻法国大使馆参赞兼领事侨务处主任。2020年，升公使衔参赞。2022年，任外交部领事司公使衔参赞。2024年8月，出任中华人民共和国驻曼德勒总领事。